# 川﨑真澄
川﨑 真澄（かわさき ますみ、1986年5月14日 - ）は、日本の鍼灸師。学士（鍼灸学）、医薬品登録販売者、温活指導士。
グラン治療院東京院長。一般社団法人日本鍼灸協会代表理事、一般社団法人日本温活協会本部指導員。

## 略歴
広島県安芸高田市出身。小学生の頃より高宮柔道スポーツ少年団（現・北部地区柔道連盟キッズ柔道塾）に所属して柔道を始める。広陵高等学校 (広島県)に進学し、柔道を続けていたが、在学中に腰椎椎間板ヘルニアを発症。手術後のリハビリとして鍼灸治療を受けた経験から、鍼灸に関心を持つようになった。
その後、関西鍼灸大学（現・関西医療大学）
に進学。在学中は中医美容研究会の部長および関西中医学ネットワーク（KANSAI TCMN）の実行委員長を務め、2008年には第57回全日本鍼灸学会にて「鍼灸学生における肥満アンケート調査について」と題した発表を行った。
大学卒業後は、神奈川県横浜市のハマボールイアス、天然温泉施設「SPA EAS」内にあるグラン治療院横浜スパイアス院の院長を経て、2024年に東京都渋谷区のグラン治療院東京の院長に就任。
また、一般社団法人日本鍼灸協会の代表理事として技術指導や講演活動を行うほか、一般社団法人日本温活協会の本部指導員として温活の啓発活動にも従事している。

## 主なメディア出演
- 『ホンマでっか!?TV』（フジテレビ、2024年8月15日）
- 『Nスタ』（TBS、2024年12月11日）
- 『7スタい〜な!』（テレビ東京、2024年1月19日）
- 『週刊女性セブン』（2024年11月14日号）
- 『讀賣新聞』（2024年12月2日）
- 『ノンストップ!』（フジテレビ、2025年2月）[4]
- 『あさイチ』（NHK）[5]
- 『news zero』（日本テレビ）[5]
- 『ももち浜ストア』（テレビ西日本、2021年7月）[5]
- 『めんたいワイド』（福岡放送、2020年8月）[5]
- FM『Green Cafe』『Seasoning -season your life with music-』（2021年）
- Mery、edimo、InRed など監修

## 学術・講演
- 『鍼灸学生における肥満アンケート調査について』第57回全日本鍼灸学会（2008年）[6]
- 『美容鍼灸 技術講座』（国際抗老化再生医療学会雑誌、2018年）[7]
- 美容鍼灸アカデミックカンファレンス（東京大学、2020年）[8]
- 中国（北京・常州）にて技術指導とデモンストレーション
- WAARMカリキュラム講師（2019年）[9]
- 北海道科学大学・専門学校での講義[5]
- 『今注目すべき美容鍼技術紹介－動画供覧－』（2022年）[10]

## 著書
- 『はじめての温活』（宝島社、2024年9月15日）[11]
- 『温活検定公式テキスト』（ワン・パブリッシング、2023年）